# Straßenbahn Palermo
Die Straßenbahn Palermo ist das Straßenbahnsystem der sizilianischen Stadt Palermo. Das normalspurige (1435 mm) Netz besteht aus vier Linien und wurde am 30. Dezember 2015 eröffnet.
Nachdem das Projekt im Jahr 2005 genehmigt worden war, begannen die Bauarbeiten im Jahr 2007.
Die Betreibergesellschaft ist Azienda Municipalizzata Auto Trasporti (AMAT).

## Geschichte

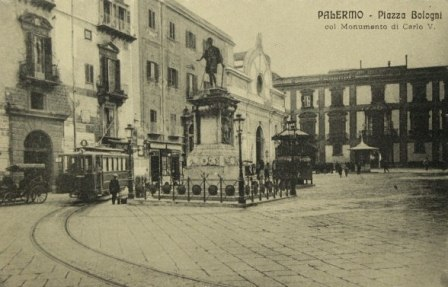
Historische Straßenbahn in Palermo, Piazza Bologni

In Palermo bestand zwischen 1887 und 1947 bereits ein Straßenbahnnetz mit etwa 38 Kilometern. Durch mehrere Bombenangriffe im Zweiten Weltkrieg wurde das Netz stark beschädigt. Nach der Einstellung wurde das O-Bus-Netz (in Betrieb 1939–1966) in Palermo ausgebaut.
Die Überlegungen zur Wiedererrichtung einer Straßenbahn in Palermo begannen in den 1980er-Jahren. Im Jahr 2000 stellte die Europäische Investitionsbank etwa 160 Mrd. Lire (88 Millionen Euro) für die Realisierung von drei Straßenbahnlinien (entlang via Leonardo da Vinci, corso Calatafimi, Corso dei Mille) bereit.
Im August 2001 wurde das Projekt vorübergehend durch einen Kommissar der Stadt Palermo, Guglielmo Serio, blockiert, weil Parkplätze entlang der Strecke definiert werden müssten und er mit der Führung durch corso Calatafimi wegen beengten Platzverhältnissen nicht einverstanden war. Im Mai 2002 wurde das Projekt endgültig von der Stadt genehmigt. Für die Fertigstellung der Linien 1/2/3 wurden 44/48/52 Monate veranschlagt.
Nach zwei Ausschreibungen ohne Ergebnisse wurden die Bauarbeiten an ein temporäres Konsortium für 192 Millionen Euro vergeben. Die Bauarbeiten begannen offiziell im Juni 2006, tatsächlich im September 2007.
Die ersten Probefahrten auf der Linie 1 wurden im Juli 2014 durchgeführt.

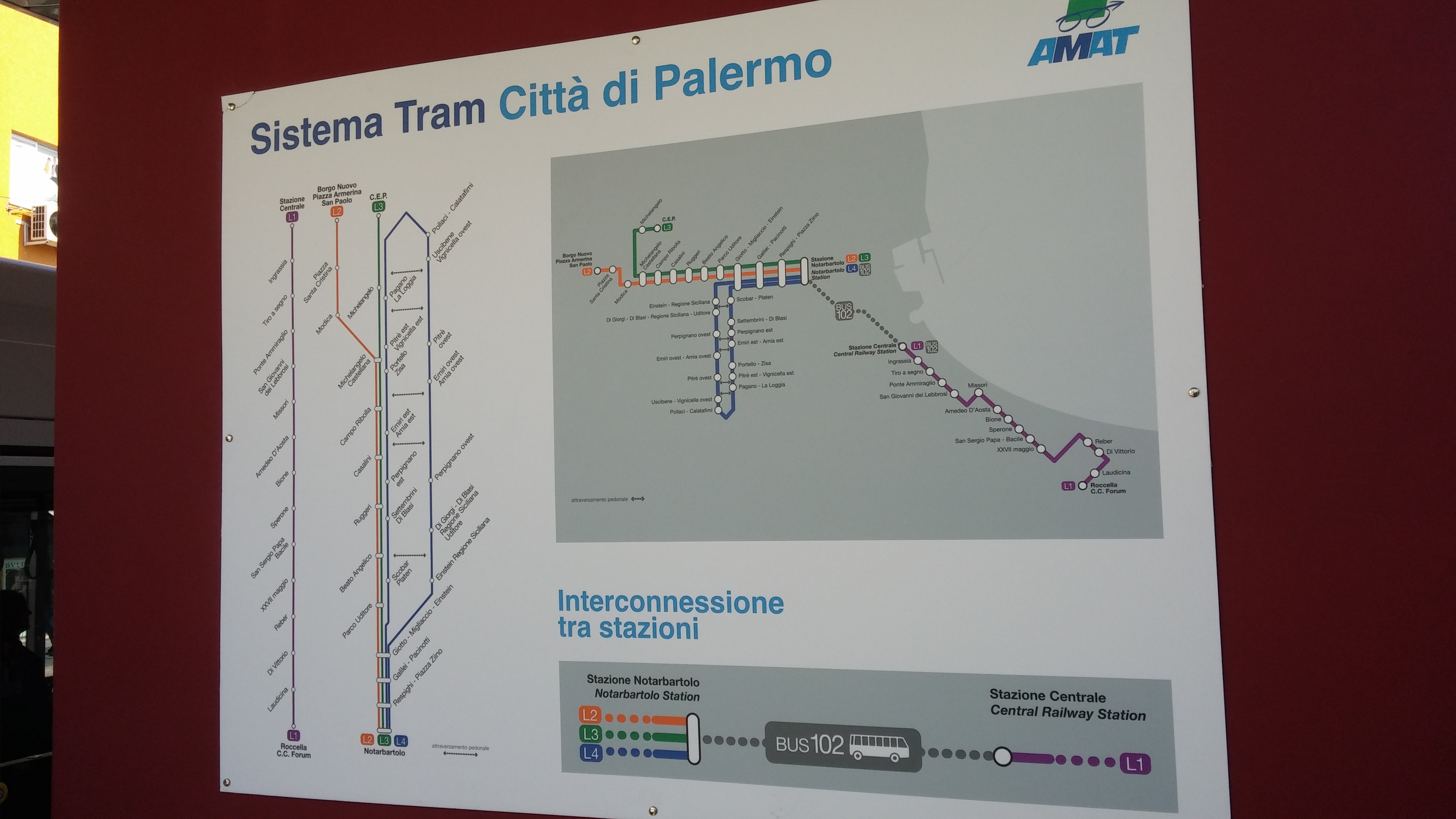
Linienkarte in der Station Notarbartolo

Am 30. Dezember 2015 wurden alle vier Straßenbahnlinien eröffnet.

## Eigenschaften

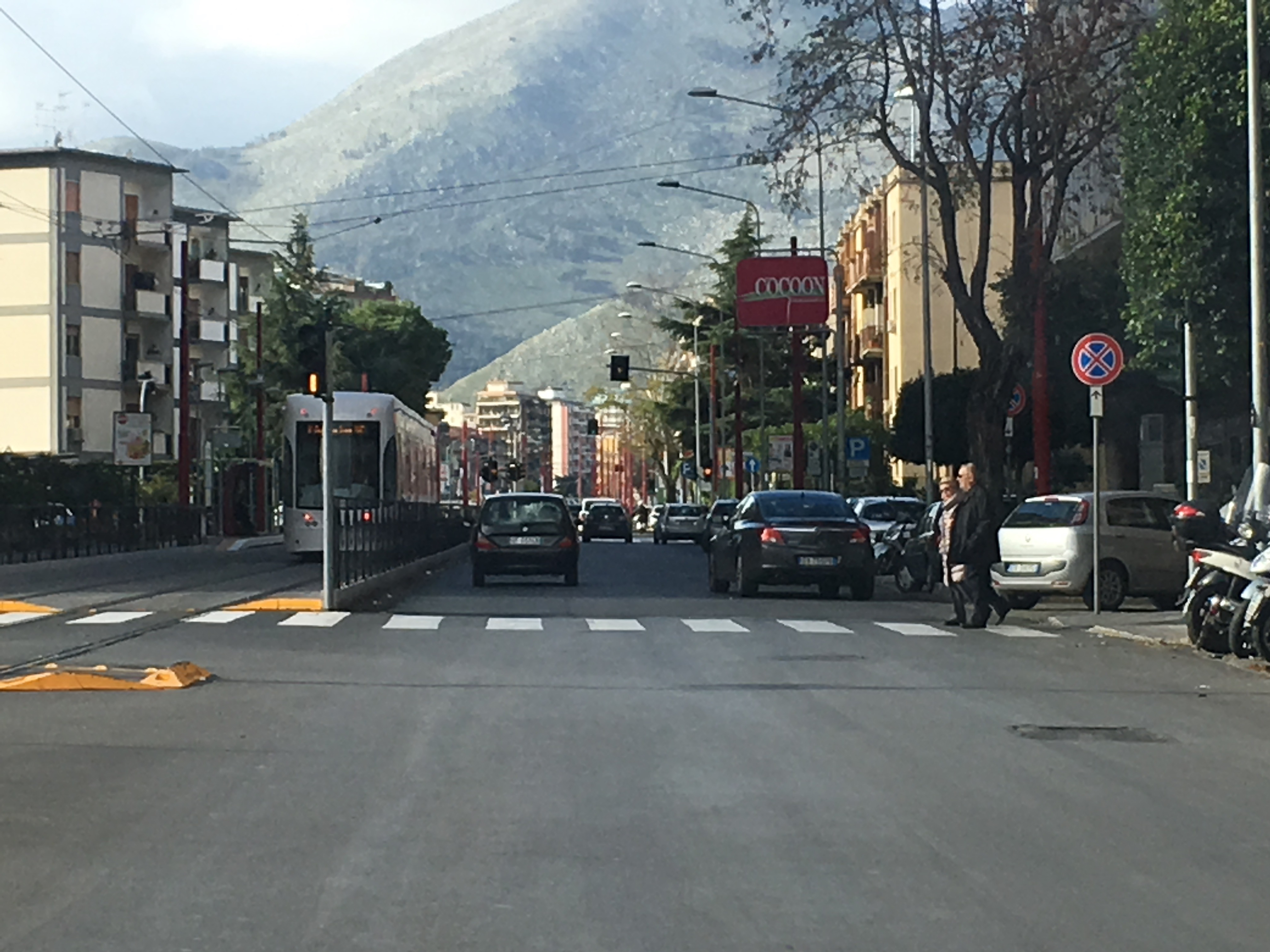
Straßenbahn in via Leonardo da Vinci

Die Straßenbahn fährt weitgehend unabhängig vom Straßenverkehr und ist mit Begrenzungen (ähnlich den Stuttgarter Schwellen) abgegrenzt.
Mittels ÖPNV-Bevorrechtigung sollen hohe Reisegeschwindigkeiten erreicht werden.
Eine 2014 durchgeführte Umfrage hat »Genio« als Spitzname der Straßenbahn in Palermo ergeben (übereinstimmend mit dem Schutzgott der Stadt Palermo).

### Streckennetz
Das Streckennetz besteht aus vier Linien:
- 1 Roccella – Stazione Centrale
- 2 Borgo Nuovo – Stazione Notarbartolo
- 3 CEP – Stazione Notarbartolo
- 4 Corso Calatafimi – Stazione Notarbartolo

Die Endstation Stazione Notarbartolo (der Linien 2, 3, 4) und Stazione Centrale (Linie 1) sind durch die Autobuslinie AMAT 102 verbunden.

## Fahrzeuge

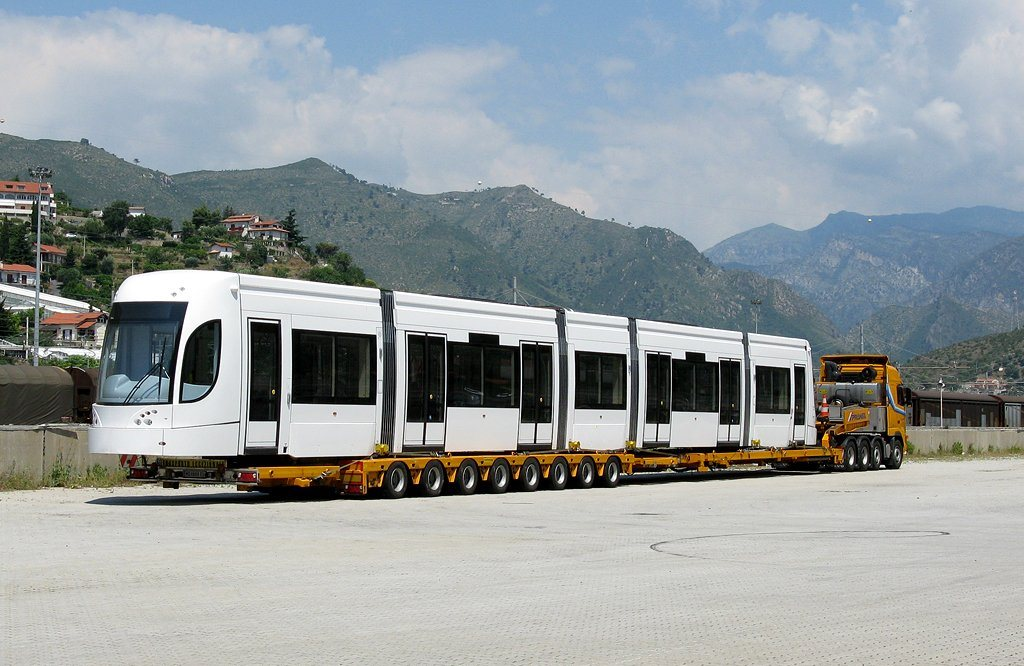
Anlieferung eines Flexity Outlook

In Palermo kommen 17 Zweirichtungsfahrzeuge des Typs Bombardier Flexity Outlook C zum Einsatz. Diese bieten mit Niederflureinstiegen Platz für 56 Sitzplätze sowie 132 Stehplätze.
Die Fahrzeuge sind 32 Meter lang und 2,40 Meter breit. Die maximale Geschwindigkeit beträgt 70 km/h. Das erste Fahrzeug wurde am 18. Mai 2011 geliefert.

## Ausbaupläne
Bei der Präsentation von PRG Palermo 2025 kündigte der Bürgermeister Leoluca Orlando die Errichtung von drei weiteren Straßenbahnlinien an: Linie 5 soll die beiden Bahnhöfe über Foro Italico und via Notarbartolo verbinden. Damit werden die beiden Teilnetze zu einem einzigen Netz zusammengeschlossen.
Linie 6 schließt an Linie 4 an und soll durchs quartiere Falsomiele bis Bonagia führen, den Fluss Oreto überqueren und am Bahnhof Orleans enden. Linie 7 verbindet Stazione Centrale mit Mondello.
Im Juni 2023 vergab der Stadtrat von Palermo an das Italo-Spanische Konsortium Sis und an Construcciones y Auxiliar de Ferrocarriles (CAF) einen Auftrag in Höhe von 402,5 Millionen Euro zum Ausbau des Straßenbahnnetzes im Umfang von weiteren 24 km Streckenlänge.
- Via Balsamo – Viale Croce Rossa
- Stazione Notarbartolo – Via Duce della Verdura
- Svincolo Calatafimi – Stazione Orleans.

Innerhalb des Auftragsrahmens liegt auch die Erweiterung des Fuhrparkes mit zunächst neun Fahrzeugen des Typs Urbos 3 von CAF. Von den optionalen 35 weiteren Fahrzeugen wurden im November 2024 14 Stück bestellt. Nach Fertigstellung dieser Strecken werden die beiden bisher separaten Teilnetze – ähnlich wie in Barcelona – zu einem einzigen Straßenbahnnetz verbunden.